# Bitka za Goose Green
Bitka za Goose Green bila je bitka između britanskih i argentinskih snaga tijekom Malvinskog rata. Odvijala se 28. i 29. svibnja 1982. godine na uskoj prevlaci koja spaja dva dijela velikog istočnog otoka Falklandskog otočja. Završila je pobjedom Britanaca.

## Kontekst
Iako argentinski položaji oko Goose Greena u početku nisu imali veću stratešku važnost za Britance, a uz to su bili i dobro utvrđeni, nakon iskrcavanja kod San Carlosa 21. svibnja britansko visoko zapovjedništvo i političari počeli su negodovati da ratni napori koje poduzimaju na Falklandima gube na zamahu. Stvaranju takvog dojma pridonijelo je nekoliko uspješnih djelovanja Argentinskog ratnog zrakoplovstva, prilikom kojih su britanskim postrojbama i brodovlju oko mostobrana naneseni izvjesni gubici. Nepovoljnu situaciju za Britance pojačavala je i mogućnost donošenja rezolucije UN-a, kojom bi se izglasalo primirje, što bi obje strane de facto ukopalo na položajima koje su do tada držale. Zbog ovakvih okolnosti, britansko zapovjedništvo na terenu bilo je pod pritiskom da krene u napadna djelovanja prema Goose Greenu.

## Bitka
Tri Sea Harriera s nosača zrakoplova HMS Hermes napali su 4. svibnja aerodrom i argentinsku infrastrukturu na Goose Greenu, prilikom čega je jedan Harrier oboren.
Dvadeset i drugog svibnja četiri Harriera naoružana kazetnim bombama pokušali su napasti spremnike s gorivom i jurišne zrakolpove na argentinskom aerodromu, prilikom čega su došli pod jaku protuzračnu vatru kojom je jedan zrakoplov oboren. Dvadeset i sedmog svibnja Britanci su izgubili još jedan zrakoplov. Zbog pojačanih britanskih aktivnosti, do 28. svibnja, argentinski zapovjednici počeli su naslućivati da se sprema britanska ofenziva.

### Darvin Parks
U 3:35 (sva navedena vremena su lokalna, UTC+3) u noći 28. svibnja 1982. britanska fregata HMS Arrow, započela je 90-minutnu topničku pripremu nakon koje je počeo pješački napad u kojem su tri argentinska voda odbačena sa svojih položaja. Druga bojna britanske padobranske pukovnije (u daljnjem tekstu 2 PARA) napredovala je južno, prema argentinskoj obrani na Darvin Hillu, no njeni pokušaji bili su blokirani pješačkim protunapadom koji je izveo 1. streljački vod, C satnije, 25. pukovnije Argentinske Vojske. Taj vod je nakon zauzimanja kritičnih položaja, također uspješno zatražio vatrenu potporu u vidu topništva od 105 mm i minobacača 120 mm, kojom su otjerani napadači. Britanci su tad krenuli u protunapad, ali se u međuvremenu počelo daniti, pa su bez zaštite mraka njihovi napadi bili zasuti jakom strojničkom vatrom zbog čega su dvije satnije 2 PARA bile opet prisiljene na povlačenje. U tom trenutku, britanski napadi bili su naizgled zaustavljeni, a britanske snage još uvijek suočene sa žilavom ukopanom argentinskom obranom, koja se nalazila na brežuljcima iznad njih.
Do 10:30 idućeg jutra minobacačke ekipe 2 PARA ispucale su tisuću minobacačkih granata na argentinske položaje, kako bi pritisnuli Argentince da ne mogu mirno gađati nadolazeće napadače. Argentinci su potom očekivali zračnu podršku svojih A-4B Skyhawka, no njihovi piloti greškom su ubojiti teret bacili na vlastite položaje, zbog čega su došli pod salvu vlastite protuzračne vatre u kojoj je oštećen jedan zrakoplov. Oko podneva A satnija 2 PARA probila je rupu u argentinskoj obrani na istočnoj strani Darvin Hilla, a B satnija se uz vatrenu potporu iz projektila MILAN probila još dublje pokraj kuće Boca. Do 13 sati argentinska obrana popustila je na obje strane prevlake nakon šest sati borbe.

### Napad na uzletište
Nakon što su britanske satnije C i D zauzele Darvin Ridge, satnija A je ostala na Darwin Hillu. Satnija C nastavila je napredovati, ali je ubrzo pritišće jaka vatra argentinskih protuzračnih topova, no PZO ekipe su se ubrzo morale povući jer su došle pod vatru britanskih minobacača i raketa MILAN.

### Situacija u sumrak 28. kolovoza
Pred kraj dana 28. kolovoza situacija je bila sljedeća: A satnija 2 PARA još se nalazila na Darvin Hillu. B satnija je međutim, napredovala duboko južnije po zapadnoj strani prevlake, a zatim napravila široki lijevi obuhvat prema istočnoj obali, kojim je stavila naselje Goose Green u okruženje te ujedno uspješno blokirala dolazak argentinskih pojačanja. Budući da se argentinski garnizon i zapovjedništvo nalazilo u Goose Greenu, Britanci su u slučaju daljnjeg nastavka borbe planirali iskoristiti svu raspoloživu vatrenu moć kako bi sravnili Goose Green sa zemljom i zatim pokrenuti pješački napad svim raspoloživim snagama, no kako je to podrazumijevalo gubitke, Argentincima su prvo ponudili predaju. U argentinskom stožeru pukovnik Piaggi došao je do zaključka da su protivnici u položaju da "budu izvan dometa njegovih vojnika i ako žele potpuno unište naselje, dok istovremeno ne postoji mogućnost da njemu stignu pojačanja". Zbog toga je odlučio pregovarati s Britancima.

## Predaja
Do idućeg jutra dogovoreni su uvjeti za predaju, nakon čega je Piaggi održao kratku paradu, a potom su on i njegovi vojnici položili oružja Britancima.